# Grigorij Timoszenko
Grigorij Iwanowicz Timoszenko (ur. 1912 we wsi Pyrohy w powiecie (obecnie rejonie) krzemieńczuckim, zm. 24 lipca 1958 w Charkowie) – Ukrainiec, funkcjonariusz radzieckich organów bezpieczeństwa, jeden z wykonawców zbrodni katyńskiej.

## Życiorys
Miał wykształcenie niepełne średnie, od 1936 w organach NKWD, od 1941 w WKP(b). Od października 1937 do maja 1941 strażnik komendantury Zarządu NKWD obwodu charkowskiego, wiosną 1940 brał udział w masowym mordzie na polskich jeńcach obozu w Starobielsku, za co 26 października 1940 ludowy komisarz spraw wewnętrznych ZSRR Ławrientij Beria przyznał mu nagrodę pieniężną. Od 1 marca 1951 inspektor (dyżurny) 8 wydziału milicji miasta Charkowa, od 1951 sekretarz Oddziału Rejestracji i Ewidencji Zarządu Milicji Zarządu MGB/MWD obwodu charkowskiego w stopniu młodszego porucznika milicji. Odznaczony Orderem Czerwonej Gwiazdy (25 czerwca 1954), Medalem „Za zasługi bojowe” (12 maja 1945) i dwoma medalami.